# 大搜查之女
《大搜查之女》（英語：Lady Cop & Papa Crook；中國大陸譯名《大搜查》）是一部於2009年上映的香港電影，由莊文強、麥兆輝聯合執導，以及由鄭秀文、陳奕迅領銜主演；張國立特別演出。此電影在香港和中國內地取景拍攝。

## 故事大綱
經營非法紅油的黑道油王霍青松（陳奕迅飾）因一次油車爆炸意外成為香港警方及國內公安眼中釘，此時要面對獨生子被綁架的他顯得心焦如焚。
高級督察司徒慕蓮（鄭秀文飾）是警隊明日之星，以精明幹練見稱警界，她接手偵查霍青松之子綁架案的任務，帶總動員進駐霍家，逼他與警方合作救出兒子。
綁架案動員全港警員以至內地公安。當中包括有份參與圍捕紅油集團且目睹油車爆炸的公安隊長趙天河（董勇飾），他與意外中死者的丈夫徐半山（張國立飾）結成知交，卻對青松恨之入骨。
黑白兩道首次攜手合作，雙方卻衝突連連，偵查行動寸步難移，慕蓮發現自己懷了身孕，陷於情感危機；青松救子心切又要保住幫派，左右做人難。經過種種難關，慕蓮與青松最終會否化敵為友？綁匪幕後主腦又到底是誰？真相耐人尋味，案中有案之離奇綁架，墜入曲折離奇之大搜查。

## 演員

### 香港

#### 警隊
- 鄭秀文 飾 司徒慕蓮
- 盧覓雪 飾 豬茵
- 杜汶澤 飾 李華勝
- 車婉婉 飾  菲菲

#### 霍家
- 陳奕迅 飾 霍青松
- 葉　璇 飾 婉薇
- 駱應鈞 飾 霍國誠
- 劉浩龍 飾 霍青龍
- 陳保元 飾 阿開
- 鍾紹圖 飾 霍子文

#### 其他演員
- 廖啟智 飾 張文寶
- 徐子珊 飾 陳鳳珍
- 黃德斌 飾 岑大勇
- 谷祖琳 飾 祖兒
- 任賢齊 飾 高高／Gogo
- 田啟文 飾 圓圓
- 谷德昭 飾 毛毛
- 譚耀文 飾 吳東海
- 陳子聰 飾 Michael
- 張同祖 飾

### 內地

#### 公安
- 董　勇 飾 趙天河

#### 徐家
- 張國立 飾 徐半山
- 陳　燕 飾 徐半山妻子
- 夏嘉禹 飾 徐半山兒子

#### 其他演員
- 盧道勇 飾 老楊
- 王東偉 飾 小東
- 張錦程 飾 林劍
- 董　輝 飾 吳天生
- 周　欣 飾 何福

## 電影歌曲
主題曲〈捉迷藏〉
- 主唱：鄭秀文
- 粵語版
  - 作曲：Frank Farian，Dietmar Kawohl，Peter Bischof-Fallenstein
  - 填詞：陳少琪
  - 編曲：李端嫻
  - 監製：蔡德才
- 國語版
  - 作曲：Peter Bischof-Fallenstein/Frank Farian/Dietmar Kawohl
  - 填詞：陳少琪
  - 編曲：李端嫻@人山人海
  - 監製：蔡德才@人山人海

## 各地電影分級制度
| 國家／地區 | 級別 |
| ---------- | ---- |
| 香港       | IIB  |
| 台灣       | 輔   |
| 新加坡     | PG   |
| 馬來西亞   | PG13 |

## 外部連結
- 寰亞電影官方網站 - 大搜查之女（页面存档备份，存于）（繁體中文）
- 寰亞電影相關網站 - 大搜查之女（页面存档备份，存于）（繁體中文）
- Yahoo奇摩電影上《大搜查之女》的資料（繁體中文）
- MSN娛樂上《大搜查之女》的資料（繁體中文）

- 開眼電影網上《大搜查之女》的資料（繁體中文）
- 豆瓣电影上《大搜查之女》的資料 （简体中文）
- 时光网上《大搜查》的資料（简体中文）
- AllMovie上《大搜查之女》的资料（英文）
- 爛番茄上《大搜查之女》的資料（英文）
- 香港影庫上《大搜查之女》的資料（繁體中文）
- 互联网电影数据库（IMDb）上《大搜查之女》的资料（英文）

| 香港 ViuTV 週六好戲勢（20:30-22:30）                       | 香港 ViuTV 週六好戲勢（20:30-22:30） | 香港 ViuTV 週六好戲勢（20:30-22:30） |
| ---------------------------------------------------------- | ------------------------------------ | ------------------------------------ |
|                                                            | 大搜查之女 （2021年11月13日）        |                                      |
| Chill Club The New Vibes （20:30-22:15） （2021年11月6日） | 滿城盡帶黃金甲 （2021年11月20日）    |                                      |